# Goumois JU
| JU ist das Kürzel für den Kanton Jura in der Schweiz. Es wird verwendet, um Verwechslungen mit anderen Einträgen des Namens Goumois zu vermeiden. |

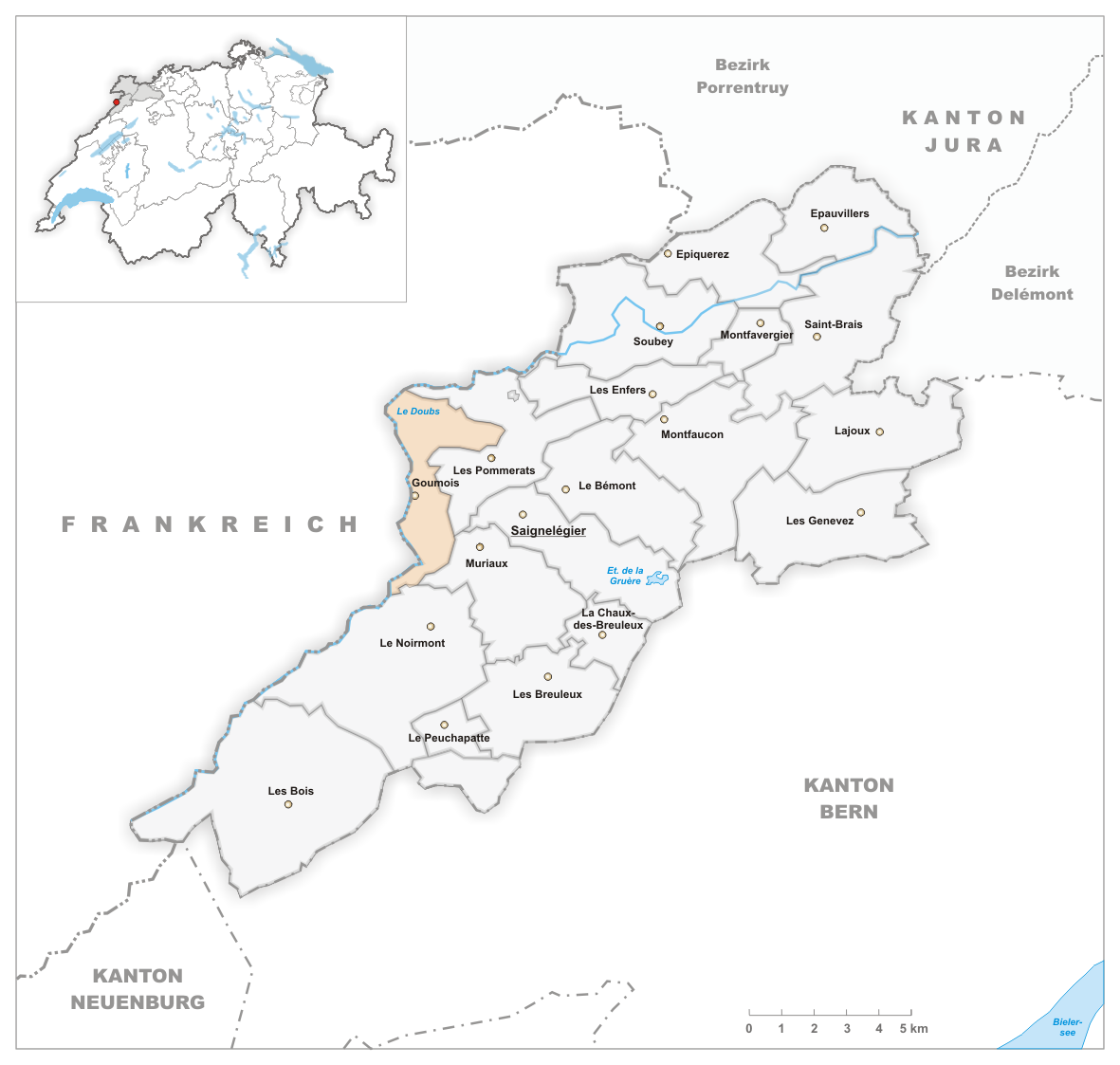
Gemeindestand vor der Fusion am 1. Januar 2009

Goumois war bis zum 31. Dezember 2008 eine politische Gemeinde im Distrikt Franches-Montagnes des Kantons Jura in der Schweiz.
Sie hat mit Wirkung auf den 1. Januar 2009 zusammen mit Les Pommerats und Saignelégier zur Gemeinde Saignelégier fusioniert.

## Geographie
Goumois liegt auf 493 m ü. M., drei Kilometer westlich des Bezirkshauptorts Saignelégier (Luftlinie). Das Grenzdorf liegt am rechten Ufer des Doubs in einem canyonartig in den Jura eingeschnittenen Tal.
Die Fläche des 8,5 km² grossen ehemaligen Gemeindegebiets umfasst den rechten östlichen Talhang des hier von Süden nach Norden fliessenden Doubs. Dieser Hang ist auf den Terrassen mit Wiesen bestanden, sonst meist bewaldet und von zahlreichen Felswänden und -graten durchzogen. Die südliche Abgrenzung befand sich auf der Arête des Sommêtres, wenig nördlich des Dorfes erhebt sich die markante Longue Roche. Den nördlichen Teil der früheren Gemeindefläche nimmt das Tal des Vautenaivre-Bachs ein, umrahmt vom Bois Banal (875 m ü. M.) im Süden, der Felsnase des Château Cugny (829 m ü. M.) im Osten sowie dem Beaugourd (811 m ü. M.) im Norden. Die Westgrenze zu Frankreich bildete stets der Flusslauf des Doubs. Der höchste Punkt von Goumois lag auf rund 900 m ü. M. Von der Gemeindefläche entfielen 1997 2 % auf Siedlungen, 70 % auf Wald und Gehölze, 26 % auf Landwirtschaft, und etwas weniger als 2 % waren unproduktives Land.
Zur Gemeinde Goumois gehörten die Weiler Belfond (617 m ü. M.) und Vautenaivre (640 m ü. M.), beide auf Geländeterrassen am östlichen Talhang des Doubs, sowie mehrere Einzelhöfe. Nachbargemeinden von Goumois waren im Kanton Jura Les Pommerats (6,3 km) und Muriaux (9,5 km) im Osten, Le Noirmont (13,6 km) im Süden sowie in Frankreich Charmauvillers (8 km) im Südwesten, die gleichnamige Gemeinde Goumois links des Doubs und Fessevillers im Nordwesten.

## Bevölkerung
Mit 83 Einwohnern (Ende 2007) gehörte Goumois zu den kleinsten Gemeinden des Kantons Jura. Von den Bewohnern sind 75,3 % französischsprachig, 7,6 % deutschsprachig, und 3,2 % sprechen Serbokroatisch (Stand 2000). Die Bevölkerungszahl von Goumois belief sich 1850 auf 262 Einwohner, 1900 auf 228 Einwohner. Im Verlauf des 20. Jahrhunderts hat sie stark abgenommen.

## Wirtschaft
Goumois ist ein vorwiegend landwirtschaftlich geprägtes Dorf mit Milchwirtschaft, Viehzucht und etwas Ackerbau. Weitere Arbeitsplätze gibt es im touristischen Bereich, im lokalen Kleingewerbe und im Grenzhandel. Einige Erwerbstätige arbeiten auswärts.

## Verkehr
Goumois liegt an der Kantonsstrasse, die von Saignelégier via den Grenzübergang von Goumois nach Maîche in Frankreich führt. Das Dorf ist durch den Postautokurs von Tramelan via Saignelégier nach Goumois an den öffentlichen Verkehr angeschlossen.

## Geschichte
Seine erste Erwähnung findet Goumois 1177 unter dem Namen Gamoensis ecclesia, das wahrscheinlich vom germanischen Personennamen Godemod abgeleitet wurde. Das Dorf unterstand dem Priorat von Lanthenans und kam 1247 an die Grafen von Mömpelgard (Montbéliard). Seit dem 14. Jahrhundert gehörte Goumois zur Herrschaft Franquemont, die 1474 vom Fürstbischof von Basel erobert wurde, aber noch bis 1780 zwischen dem Fürstbistum Basel und Frankreich umstritten war. Von 1793 bis 1815 gehörte Goumois zu Frankreich und war anfangs Teil des Département du Mont-Terrible, ab 1800 mit dem Département Haut-Rhin verbunden. Durch den Entscheid des Wiener Kongresses kam der Ortsteil rechts des Doubs 1815 an den Kanton Bern. Im Ergebnis einer eidgenössischen Volksabstimmung vom 24. September 1978 kam Goumois am 1. Januar 1979 zum neu gegründeten Kanton Jura. Nachdem die Stimmberechtigten am 26. Juni 2007 die Fusionsvorlage gutgeheissen hatten, haben sich Goumois, Les Pommerats und Saignelégier mit Wirkung auf den 1. Januar 2009 zur neuen Gemeinde Saignelégier zusammengeschlossen.
Am 20. Juni 1940 übertraten bei Goumois rund 43'000 Soldaten des französischen 45. Festungsarmeekorps, darunter 12'500 Soldaten der polnischen 2. Schützendivision, den Doubs und wurden von der Schweizer Armee entwaffnet und interniert.

## Sehenswürdigkeiten

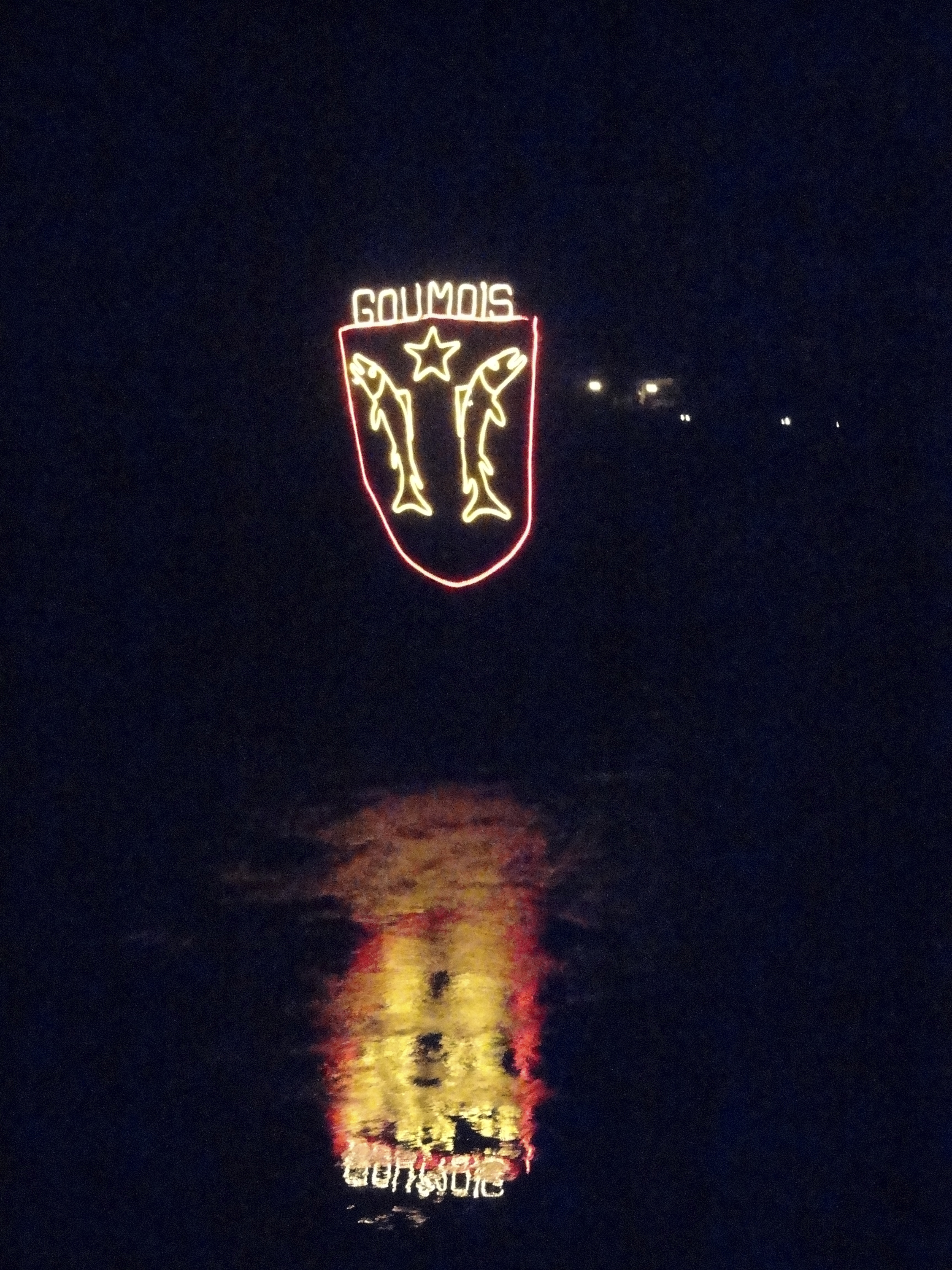
Wappen über dem Doubs

Reste der Ruinen des Schlosses Franquemont sind noch sichtbar. Im Weiler Belfond steht eine Kapelle. Goumois teilt sich die Infrastruktur mit dem französischen Goumois: Die Dorfkirche steht auf der französischen Seite am Hang oberhalb des Ortes, die Schule hingegen liegt auf Schweizer Boden.

## Sonstiges
Die naturbelassene, wasserführende Höhle von Theusseret, ca. 200 m von ehemaligen Elektrizitätswerk entfernt, wurde 1986 Schauplatz einer gross angelegten Rettungsaktion, um die vom Wasser eingeschlossenen Menschen zu befreien. Im Jahr 2001 mussten aus der nahegelegenen Grotte du Bief Paroux auf der französischen Seite des Doubs acht Menschen befreit werden.